# 1652년 4월 8일 일식
1652년 4월 8일 일식은 달이 지구와 태양 사이를 지나면서 태양을 완전히 가리는 개기일식이다. 개기일식은 달의 시직경이 태양의 시직경보다 커서 태양을 다 가릴 수 있을 때 일어난다. 개기일식은 매우 좁은 지역에서만 관측 가능하며, 대부분의 다른 지역에서는 부분일식으로 관측된다.
영국 문헌에는 4월 8일로 되어 있지만, 당시 영국에서는 그레고리력을 아직 채택하지 않았기 때문에 구달력 기준으로 삼은 날짜이며 지금의 기준에 맞추면 1652년 3월 29일경이 된다. 19세기 문헌에서는 날짜를 1652년 3월 24일로 더욱 앞당겨 잡고 있으며, 이 기준에 따르면 월요일에 벌어진 일식이 된다.

## 관측
일식이 벌어질 당시 아일랜드 캐릭퍼거스에서 우연히 그 광경을 관측한 존 와이버드 박사는 라틴어로 다음과 같은 목격담을 남겼다.
"Luna momento quasi, et eximproviso, totam se intra Disci Solis orbitam seu ambitum (quatenus conspectui nostro appareret) tam agiliter injiciebat; ut circumagere aut circumvolutare videretur, sicut catillus, seu lapis molaris superior; Sole tunc circum-circa, ejus limbum seu marginem splendidulo vel corusco, apparente.”
"달은 그 순간 갑자기 (우리 눈에 보이는 한에서) 태양 원반의 경로 속에 재빠르게 뛰어들었다. 그리고 원형으로, 혹은 빙빙 도는 모양으로 움직이는 것처럼 보였다. 꼭 접시나 맷돌 윗부분처럼 말이다. 그 가장자리, 끝자락은 태양 때문에 은은히 타거나 어른거리고 있었다."
이 일식은 월요일에 일어났기 때문에 그날은 '머크 먼데이' (Mirk Monday, 흐린 월요일)이란 이름으로 불리게 되었다.